# Danny Murphy
Danny Murphy (* 18. března 1977, Chester, Spojené království) je bývalý anglický profesionální fotbalista, který naposledy hrál za Blackburn Rovers FC, kde byl kapitánem. Velkou část své kariéry odehrál ve Fulhamu a Liverpoolu, kde v roce 2001 získal treble – Ligový pohár, FA Cup a Pohár UEFA.

## Kariéra
Murphy je odchovancem Crewe Alexandra, které se pohybovalo v nižších soutěžích. Jeho skvělé výkony mu však vynesly přestup do Liverpoolu, kde nakonec strávil dlouhých 7 sezon. Liverpoolu za dobu svého působení zajistil nejen několik důležitých výher, ale i vítězství v Poháru UEFA v roce 2001, kde ve finále Liverpool porazil Deportivo Alavés. Reds dokonce ovládli také Superpohár, kde porazili Bayern Mnichov 3:2. Během roků 2001–2003 se podíval do seniorské reprezentace. Od roku 2007 je Murphy hráčem Fulhamu, ve kterém se stal nezbytným hráčem, ale i kapitánem. Nebýt jeho gólu z posledního kola ze sezony 2007/08 proti Portsmouthu, tak by Fulham sestoupil do nižší soutěže. Murphy místo něj tak poslal do League Championship Reading FC. S Fulhamem si o dva roky později zahrál i Evrposkou ligu, kde to klub dotáhl až do finále, ve kterém prohrál 2:1 s Atletikem Madrid. V dalších dvou sezonách byl opět jedním z klíčových hráčů, vstřelil celkem 8 gólů a Fulham se umístil na osmém, respektive na devátém místě.
V létě 2012 se Murphy nedohodl s vedením klubu na prodloužení smlouvy a odešel do Blackburnu Rovers, kde podepsal dvouletou smlouvu a měl pomoci k návratu do Premier League. Svým prvním gólem v listopadu 2012 pomohl k remíze 2-2 s Huddersfieldem. Další gól vstřelil v lednu proti Bristolu City v FA Cupu. Brzy se stal v Blackburnu také kapitánem. Na konci sezony skončili Rovers až na 17. místě a Murphy se dohodl s vedením na ukončení smlouvy.

## Osobní život
V roce 2004 se oženil s herečkou Joannou Taylor. O čtyři roky později se jim narodila dcera Mya, dále má Murphy také syna z předchozího vztahu.

## Úspěchy

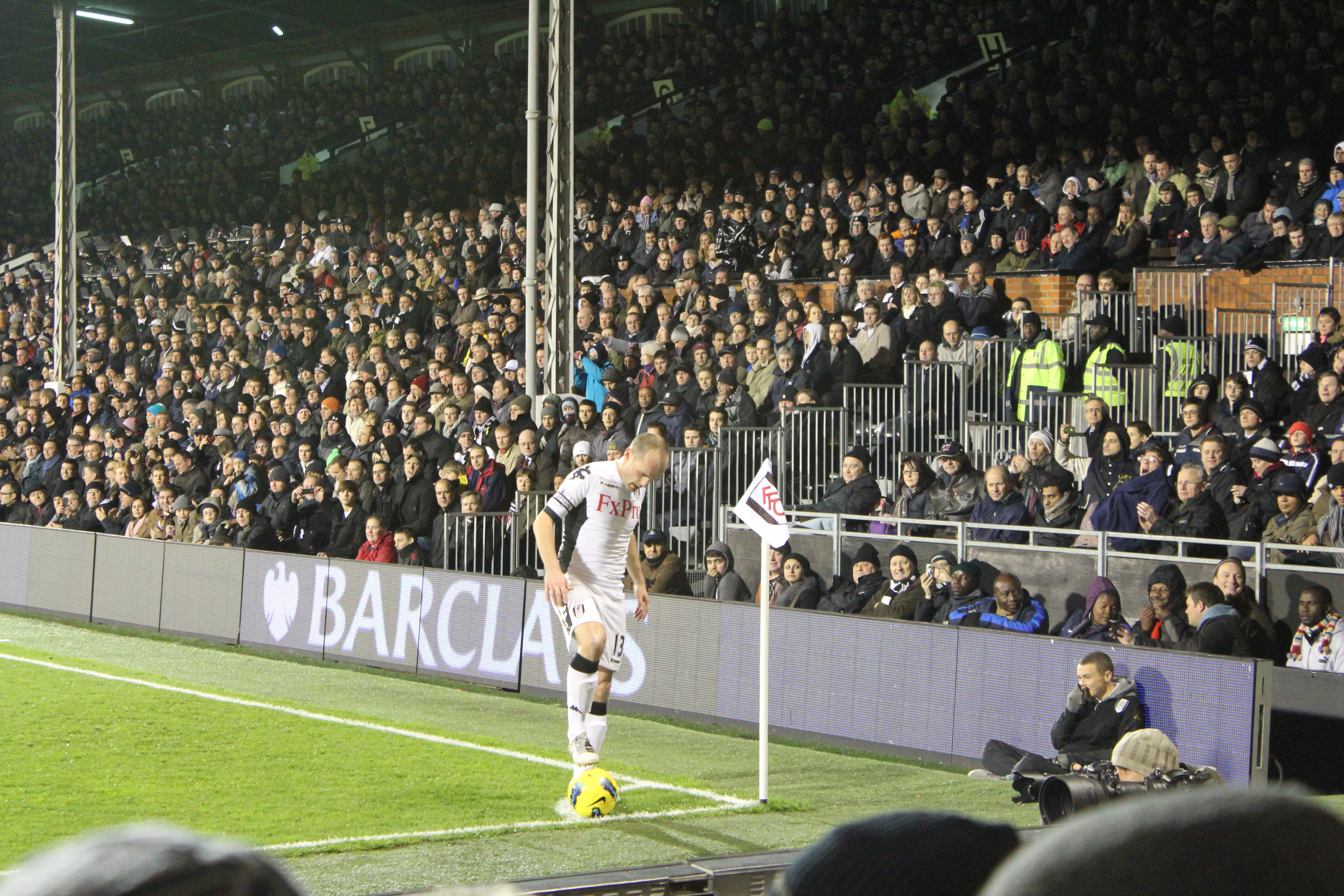
Murphy v dresu Fulhamu (2011)

### Liverpool
Vítězství:
- FA Cup: 2001
- Ligový pohár: 2001, 2003
- FA Community Shield: 2001
- Pohár UEFA: 2001
- Superpohár UEFA: 2001

Finále:
- FA Community Shield: 2002

### Fulham
Finále:
- Evropská Liga UEFA: 2010

### Individuální
- Premier League hráč měsíce: listopad 2001, září 2005